# Francesco Procopio dei Coltelli
Procopio Francesco Cutò, conosciuto come Francesco Procopio dei Coltelli e in Francia col nomignolo di Le Procope (Aci Trezza o Palermo, 9 febbraio 1651 – Parigi, 10 febbraio 1727), è stato un cuoco italiano che aprì la prima gelateria.

## Biografia

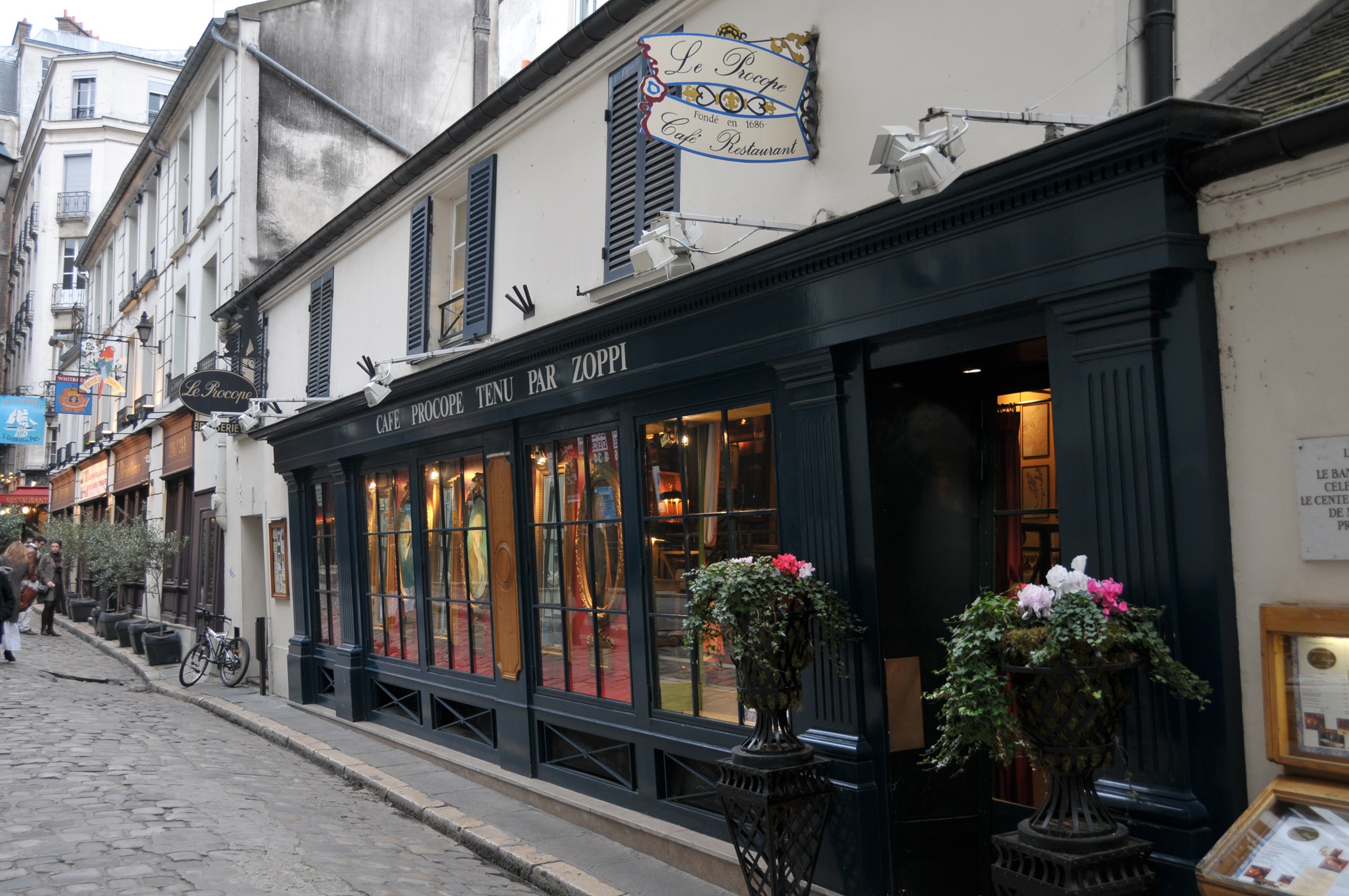
Il Café Procope a Parigi

Si sa che nacque in Sicilia: nonostante una lunga tradizione lo vuole originario di Aci Trezza, secondo la più recente ipotesi il Comune di Palermo in seguito al ritrovamento di documenti lo pone nativo di Palermo, basandosi su un attestato di battesimo rinvenuto presso l'archivio parrocchiale della Chiesa di Sant'Ippolito situata nel quartiere Capo del capoluogo. In tale atto, il battesimo fu celebrato il 10 febbraio 1651, giorno seguente alla sua nascita, figlio di Onofrio e Domenica Semarqua. Dal certificato di battesimo emerge il cognome di origine greca "Cutò", relativamente diffuso in Sicilia, e non "Coltelli". Un simile malinteso è facilmente spiegabile se si considera che in francese la parola “coltelli” (couteaux) si pronuncia in modo analogo a “cutò”.
Una terza ipotesi, anch'essa verosimile, propende per la nascita a Palermo ed un periodo vissuto ad Aci Trezza, dove proprio grazie al commercio della neve dell'Etna (attività storicamente rilevante) Procopio avrebbe ideato il gelato.
Procopio fondò il più antico caffè di Parigi, chiamato Le Procope nel 1686. Nel XIX secolo soprattutto sarà molto in voga e preferito da molte personalità della politica e della cultura, fra cui Robespierre, Danton, Marat, Voltaire, Diderot, Balzac e Hugo. Attualmente è stato trasformato in un ristorante (oggi in rue de l'Ancienne Comédie).
Nel 1675 sposò, nella chiesa di Saint-Sulpice, Marguerite Crouin dalla quale ebbe otto figli. Ottenne la nazionalità francese nel 1685 e nel 1696 si risposò con Anne Françoise Garnier che gli diede 4 figli. Nel 1717 ormai anziano si ritirò dall'attività e l'anno seguente, avendo sposato Julie Parmentier, ebbe un altro figlio.

## Riconoscimenti
Il 24 marzo 2017 il comune di Palermo gli ha intitolato, in occasione della "Giornata europea del gelato artigianale", una piazza all'interno del complesso noto come Area Quaroni. L'anno seguente gli è stato intitolato il piazzale del porto di Aci Trezza.